# Hornická dechovka

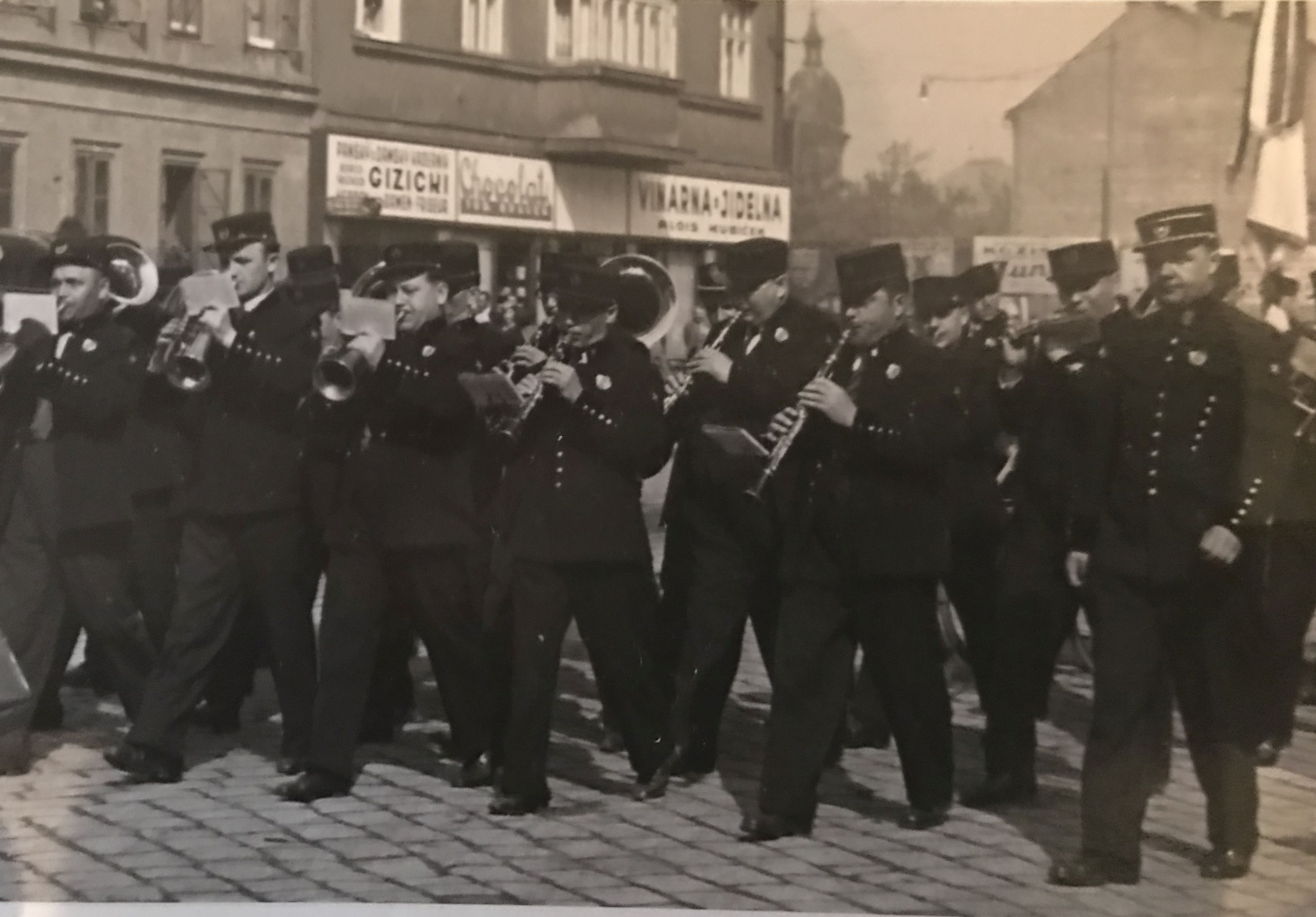
Ostravská hornická hudba

Záměrem tohoto článku jsou informace o historii hornických kapel OKD, jejich kapelníků, spolupracovníků a příznivců kvalitní dechové hudby.
Opírá se o práci PhDr. Vladimíra Gregora uveřejněnou ve sborníku ostravského Pedagogického institutu v r.1963.

## Historie
Hornické dechovky úspěšně rozvíjely živou tradici havířského folklóru budovanou na Ostravsku již koncem 19. století např. Václavem Ludwigem nebo Františkem Macákem.
Od 1.světové války vznikaly hornické kapely téměř na všech šachtách. Jejich významnou oporou a příkladem pro ostatní hráče bývali vojenští muzikanti.
Po roce 1930 fungují hornické dechové hudby na Ostravsku v rámci různých spolků. Od r.1945 jsou převáděny k závodním klubům a domům kultury. Nastává prudký rozvoj jak dechových souborů dospělých, tak zejména dechových orchestrů mládeže např. na učilištích.
Mezi dvěma světovými válkami navázali na oblibu a tradice havířského folklóru renomovaní skladatelé, sbormistři a dirigenti Josef Závodník, Richard Figura, Josef Laštůvka, Edvin Bartoš, Rudolf Kubín a Vítězslav Juřina (populární skladby Vítězslava Juřiny byly: Hornické mládí, Veselí havíři, Otevřte brány nebo Ostravský čin). Rudolf Kubín se zasloužil i o vznik Hornického uměleckého souboru OKD (HUS),který působil na Ostravsku v letech 1949–1950 a sehrál významnou roli v historii hornických kapel. Jeho členy se stali především hudebníci a zpěváci z dechových souborů ostravských šachet. Rudolfa Kubína jmenoval uměleckým vedoucím HUSu tehdejší generální ředitel OKD. Spoluzakladatelem a organizačním vedoucím tohoto souboru byl Bedřich Bičiště.
HUS zpopularizoval uměleckou činnost mezi horníky a jeho koncerty byly masově navštěvovány, poprvé již na oslavě Dne horníků v r.1949 v Karviné.
Československá armáda disponuje koncem 40. let desítkou Posádkových hudeb, Armádním uměleckým souborem Víta Nejedlého, má své Armádní divadlo a Vojenskou hudební školu. Zdá se to být příznivá možnost kulturního vyžití vojáků i ostravských branců, z nichž mnozí začínali s hudbou právě v hornických kapelách. Ústřední hudba Armády České republiky – jak zní její současný název, je po celá léta vzorem nejen hornickým dechovým hudbám, ale všem našim dechovým souborům a těm, kdo tento žánr hudby pěstují.
Hornické dechové hudby byly fenoménem své doby. Účinkovali v nich hlavně havíři, tvrdě pracující v dolech. Jejich přirozené hudební nadání umocněné nadšením si zasluhuje obdiv a následovníky i v dnešní mladé generaci.

## Používané hudební nástroje

### Dechové
- trubka (Bb) (C)
- akordeon
- křídlovka
- klarinet (Eb) (Bb)
- baskřídlovka, eufonium
- trombon (pozoun)
- tuba
- lesní roh
- (melafon)
- příčná flétna

### Bicí
- malý buben
- velký buben
- ruční činely
- perkuse

## Největší autoři české hornické dechové hudby
- Rudolf Kubín
- Vítězslav Juřina
- Josef Markovský

## Kapelníci
- Vítězslav Juřina
- Felix Tylecek
- Karel Karpiel
- Josef Laštůvka
- Luděk Palkovský
- Zdeněk Junk
- Karel Gleic
- Josef Markovsky
- Karel Bria